# The Sin Eater
The Sin Eater, ook bekend als Sin Eater en The Order, is een Amerikaans-Duitse horrorthriller uit 2003. De film gaat over een zogenaamde 'zonde-eter' (Engels: sin eater), een menselijk wezen dat met een ritueel de ziel van een stervende kan zuiveren door alle smet die erop zit op te eten en aldus op zich te nemen. Op die manier kan de gezuiverde de hemel binnen buiten de katholieke kerk om.

## Verhaal
Alex Bernier is een ongelukkige priester. Hij behoort tot de Karolingers, een religieuze orde die zich bezighoudt met het bestrijden van demonen. Hij wordt door kardinaal Driscoll naar Rome gestuurd waar het hoofd van zijn orde, vader Dominic, onder verdachte omstandigheden zelfmoord pleegde. Mara Sinclair, een jonge vrouw die net uit een instelling ontsnapte, gaat met hem mee. Alex voerde een jaar eerder een duivelsuitdrijving op haar uit en zij is verliefd op hem. In het moratorium in Rome bemerkt Alex markeringen op Dominics lichaam die hij toeschrijft aan een zieleter. Hij gaat naar het Vaticaan waar het bestaan van zieleters ontkend wordt. Daar wordt hem ook verteld dat Dominic niet in heilige grond mag begraven worden omdat hij geëxcommuniceerd werd omwille van zijn afwijkende geloof. Met de hulp van zuster Franca en zuster Marie begraaft Alex hem 's nachts heimelijk op de karolingische begraafplaats.
In Rome krijgt Alex ook een dolk van Driscoll die de zieleter was kwijtgeraakt en waarmee een zieleter gedood kan worden. Dan komt Thomas Garrett aan. Hij en Alex zijn de enige overgebleven Karolingers. Garrett leidt Alex naar de kelders van een nachtclub waar hij nog iets te goed heeft van de gemaskerde Chirac, de zogenaamde zwarte paus. Die laat drie opgehangen stervenden naar beneden waaraan Alex een vraag mag stellen. Alex vraagt waar de zieleter is en krijgt antwoord in de vorm van een raadsel dat hen naar de zieleter zal leiden. Op weg naar buiten wordt Garrett aangevallen door een demon en raakt zwaargewond. Alex kan hem echter naar het ziekenhuis brengen en hij overleeft. Dan ontmoet Alex de zieleter William Eden die hem zijn levensverhaal vertelt. Zo komt Alex te weten dat hij zijn taak had overgenomen van een andere zieleter die de ziel van Eden's broer at toen die stierf terwijl hij mee aan de Sint-Pietersbasiliek bouwde. Maar nu is Eden het moe en wil hij zijn taak aan Alex laten.
Alex assisteert Eden bij een ritueel maar legt het aanbod later naast zich neer. Hij wil immers uit de orde stappen en een leven beginnen met Mara. Even later vindt hij Mara echter bijna dood terug. Blijkbaar heeft ze zelfmoord gepleegd. Snel voert Alex het zieleterritueel op haar uit zodat ze naar de hemel kan. Zelfmoord plegen is echter een zonde en die vindt hij niet op Mara's ziel terug. Alex beseft daardoor dat Eden haar vermoordde om hem zijn reden om geen zieleter te worden te ontnemen. Hij gaat achter Eden aan om hem te doden. Intussen heeft Garrett het ziekenhuis verlaten. Hij zoekt opnieuw Chirac op die onthult kardinaal Driscoll te zijn. Hij komt te weten dat het ritueel dat ze leerden om een zieleter te doden in feite een ritueel is om een zieleter te worden. Het blijkt dat Alex' en Mara's leven één grote valkuil was van Driscoll, Eden én Dominic. Driscoll wil paus worden, Eden wil sterven en Dominic wilde de middelen krijgen om esoterische kennis te verkrijgen.
Driscoll verhindert nu Garrett om Alex te gaan waarschuwen. Die kan intussen Eden niet vinden en zoekt ook Chirac op. Hij mag het opnieuw een vraag stellan aan een opgehangen stervende. Die opgehangene blijkt echter Garrett te zijn. Alex heeft een pistool bij waarmee hij het touw waarmee Garrett aan het plafond hangt stuk schiet. Zijn hals is echter te gewond om Alex alsnog in te lichten. Als Alex ten slotte Eden vindt in de Sint-Pietersbasiliek voert hij met de dolk het ritueel om het te doden uit. Snel maar te laat merkt hij wat er aan de hand is en Eden's krachten gaan op hem over waarna Eden tevreden sterft. Dan komt Garrett ter plaatse die zweert Alex te bevrijden, zelfs als hij hem daarvoor moet doden. Alex informeert de kerk over Driscolls ambities en geruïneerd pleegt Driscoll zelfmoord. Stervende vraagt hij Alex, die nu de zieleter is, zijn zonden weg te nemen. Alex voert het ritueel uit maar zegt dan dat hij weet dat Driscoll verantwoordelijk was voor de dood van Mara en dwingt hem zijn eigen zonden op te eten. Driscoll sterft daarop een pijnlijke dood en gaat recht naar de hel. In tegenstelling tot Eden, die zijn kracht gebruikte om rijkdom te vergaren, eet Alex enkel de zonden van zij die dat verdienen.

## Rolverdeling
| Acteur               | Personage      | Opmerkingen           |
| -------------------- | -------------- | --------------------- |
| Heath Ledger         | Alex Bernier   |                       |
| Shannyn Sossamon     | Mara Sinclair  |                       |
| Benno Fürmann        | William Eden   |                       |
| Mark Addy            | Thomas Garrett |                       |
| Peter Weller         | Driscoll       |                       |
| Francesco Carnelutti | Dominic        |                       |
| Mattia Sbragia       |                | bisschop              |
| Mirko Casaburo       |                | kleine jongen         |
| Giulia Lombardi      |                | klein meisje          |
| Richard Bremmer      |                | eigenaar boekenwinkel |
| Cristina Maccà       | zuster Franca  |                       |
| Paola Emilia Villa   | zuster Marie   |                       |
| Rosalinda Celentano  |                | meisje                |
| Alessandra Costanzo  |                | meid van Eden         |
| Paolo Lorimer        |                | Engelsman             |